# トゥルゲーネフスカヤ駅
座標: 北緯55度45分58秒 東経37度38分15秒 / 北緯55.7661度 東経37.6374度
トゥルゲーネフスカヤ駅（トゥルゲーネフスカヤえき、ロシア語: Тургеневская）は、モスクワ地下鉄6号線の駅。

## 歴史
1972年1月5日に開業した。

## 乗り換え
- チースティエ・プルーディ駅（モスクワ地下鉄1号線）